# Bosco di Basalghelle
Bosco di Basalghelle este o arie protejată (arie specială de conservare — SAC, sit de importanță comunitară — SCI, arie de protecție specială avifaunistică — SPA) din Italia întinsă pe o suprafață de 14 ha, integral pe uscat.

## Localizare
Centrul sitului Bosco di Basalghelle este situat la coordonatele 45°49′48″N 12°31′16″E / 45.83°N 12.521111°E.

## Înființare
Situl Bosco di Basalghelle a fost declarat sit de importanță comunitară în septembrie 1995 pentru a proteja 8 specii de animale. Alte tipuri de protecție:
- arie de protecție specială avifaunistică (în august 2003)
- arie specială de conservare (în iulie 2018)[1][2][3]

## Biodiversitate
Situată în ecoregiunea continentală, aria protejată conține 1 habitat natural: Păduri ilirice de stejar și carpen (Erythronio-Carpinion).
La baza desemnării sitului se află mai multe specii protejate:
- păsări (5): uliu păsărar (Accipiter nisus), porumbel gulerat (Columba palumbus), Leiopicus medius, ciocănitoarea verde (Picus viridis), huhurez mic (Strix aluco)
- amfibieni (2): Rana latastei, Triturus carnifex
- nevertebrate (1): rădașcă (Lucanus cervus)

Pe lângă speciile protejate, pe teritoriul sitului au mai fost identificate 8 specii de plante, 1 specie de mamifere.